# ルーカーン・ラズーキー・アブドゥル＝ガフール・スライマーン・アル＝マジード
ルーカーン・ラズーキー・アブドゥルガフール・スライマーン・アル＝マジード・アッ＝ティクリーティー(روكان رزوقي عبد الغفور سليمان المجيد التكريتي 　Rukan Razuki Abd-al-Ghafur Sulaiman Al-Tikriti、1956年ティクリート - 2003年)は、イラク・バアス党の幹部。大統領府・部族問題事務局長。軍階級は陸軍少将。
サッダーム・フセインの父フセイン・アル＝マジードの兄スライマーン・マジードの息子、ガフール・スライマーンの長男として生まれる。
1996年にヨルダンに亡命したサッダームの従兄弟、フセイン・カーミル・ハサンとサッダーム・カーミル・ハサンがイラクに帰国したあと、「一族の汚名をそそぐ」という名目でアル＝マジード一族出身者が兄弟の邸宅を襲撃した末、殺害した事件に、ルーカーンも兄弟と共にこの襲撃作戦に参加しており、この戦闘でルーカーンの弟であるアフマド・ラズーキーが死亡している。2人の殺害後、サッダーム・カーミルの後任としてルーカーンが、部族問題事務局長となった。
2003年のイラク戦争開戦後、アメリカ軍からは指名手配され、いわゆるイラクのお尋ね者トランプカードにも名を連ねていたが、2003年に米軍の空爆により殺害されたとみられる。